# Vendelen

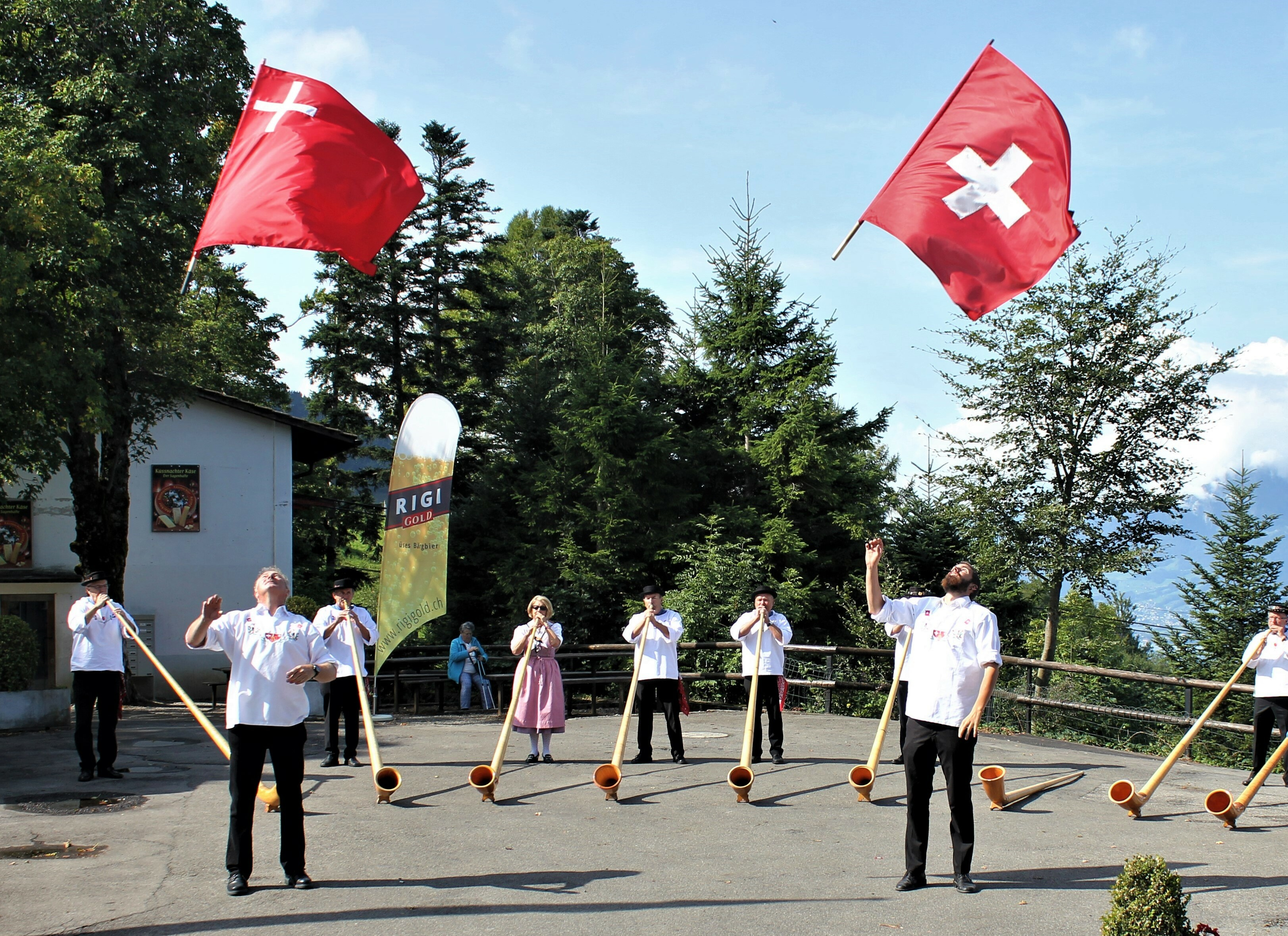
Vlaggen hoog in de lucht bij een volksfeest in het kanton Schwyz (Zwitserland)

Vendelen, beter bekend als vendelzwaaien of vaandelzwaaien, is een sport en folkloristische activiteit, waarbij vendeliers of vaandrigs met vlaggen of vaandels zwaaien en/of deze in de lucht gooien (en weer opvangen). Bij het vendelen wordt gestreefd naar sierlijkheid in de bewegingen; de figuren vloeien als het ware in elkaar over.
Meestal wordt vendelen stilstaand gedaan of bij acrobatisch binnen een vak (per regio is dit anders). Maar ook wordt dit ooit gedaan tijdens het lopen/marcheren

## Ontstaan
Over het ontstaan van het vendelzwaaien bestaat geen overeenstemming: sommigen beweren dat het rond de 15e eeuw is ontstaan; anderen menen dat er al in de tijden vóór Christus gevendeld werd. Mogelijk is het vaandel in Europa terechtgekomen door de kruistochten naar het Heilige Land. Het vendelen wordt soms gezien als een gebed, een uiting van de strijd tussen goed en kwaad.

## Verspreiding
Het vendelen wordt beoefend in een groot gedeelte van het Europese vasteland, voornamelijk Italië, Zwitserland, Duitsland, Polen, Frankrijk, België en Nederland. De meeste vendelzwaaiers zijn mannen, hoewel de sport ook door vrouwen beoefend wordt.
In Nederland wordt het vendelzwaaien vooral beoefend door leden van schutterijen en gilden in traditioneel katholieke regio's in Gelderland, Noord-Brabant en Limburg. 
In België is het vooral de Katholieke Landelijke Jeugd (KLJ) die zich veel bezighoudt met vendelen door elk jaar sportfeesten te organiseren en om de twee jaar het landjuweel. Hier komen verschillende KLJ-afdelingen samen. Vendelzwaaien wordt in Vlaanderen ook beoefend door volkskunstgroepen, dit vaak in combinatie met Vlaamse volksdansen. Deze activiteiten worden in Vlaanderen soms geassocieerd met Vlaams-nationalisme.
Er zijn twee Aalsterse verenigingen die vlaggenzwaaien, trommelen en dans combineren. Hierbij proberen traditie en het hedendaagse samen te brengen. De oudste van de twee is Koninkrijk Kunstroep Alkuone. Spektakelgroep Vredon is ongeveer twintig jaar later ontstaan. 

## Vlaggen
Er zijn verschillende soorten vlaggen (inclusief stok). Naast de vendeliers zijn er ook vaandeldragers meestal hebben hun een grotere en zwaardere vlag met het gilde hun (Schuts)patroon/beschermheilige en de opricht datum (of in veel gevallen het vroegste wat ze terug konden vinden). Per regio zijn de eisen van het gewicht van de vlag en soms ook de afmetingen. De meeste vlaggen in Nederland hebben een ronde bol aan de onderkant met een kern van lood en een buitenlaag van messing. Dit zorgt ervoor dat het gewicht van de vlag verder naar onderen zit zodat je meer controle over de vlag hebt. In het noorden van Nederland hebben ze meer een 'kegel' vorm met een platte bodem en een kleiner gewichtje aan de bovenkant. Hierdoor kan de vlag kleiner worden en kan je anderen slagen met de vlag maken.
Ieder gilde heeft een ander patroon op de vlaggen, meestal heeft iedere vendelier dezelfde vlag maar dit kan ook per regio verschillen. De kleuren en vormen die erop staan symboliseren ook vaak iets maar dit is ook per gilde anders.
Per klasse is de gewicht en soms ook de afmeting van de vlag anders. bijvoorbeeld de jeugd hebben een kleinere vlag met minder gewicht.

## Klassen
Per regio zijn er verschillende klassen. in de NBFS (Noordbrabantse Federatie van Schuttersgilden) Zijn er klasses zoals Jeugd t/m 9 jaar, Jeugd 13 t/m 15, C klasse, B klasse, A klasse en de Vaandelklasse (met of zonder acrobatiek). Hier meer informatie over de regelementen in Noord-Brabant: Regelement Vendelen 2024

## Kledij
De kledij van de vendelzwaaiers is traditioneel en verschilt per vereniging. Soms verwijst de kleding naar de middeleeuwen of andere historische periodes. Vaak zijn de kleuren afgestemd op die van het vaandel. Soms wordt gewone kleding gedragen, bij voorbeeld een wit hemd en een grijze broek.

## Muziek
De muzikale begeleiding tijdens het vendelen verschilt per regio. Bij schutterijen in Zuid-Nederland, zoals in Noord-Brabant en Limburg, is het gebruikelijk dat één of meerdere tamboers het vendelen begeleiden met een wals. Richting het noorden van Nederland zijn er vaker muziekverenigingen of korpsen die een rol spelen tijdens het vendelen, wat zorgt voor een ander muzikaal karakter.
In gebieden waar tamboers actief zijn, wordt meestal de vendelmars of de vendelwals gespeeld. Hoewel de term 'vendelmars' vaak wordt gebruikt, is de muziek zelf eerder een wals dan een traditionele mars. Dit geeft het vendelen een sierlijke en ritmische uitstraling. In provincies zoals Gelderland wordt daarentegen vaak gebruikgemaakt van vooraf opgenomen muziek die via luidsprekers wordt afgespeeld. Ook hier is de begeleidende muziek meestal een wals.
Ook zijn er andere vormen van het vendelen buitenom de normen van een gilde, een voorbeeld is het 'Vendelconcentrato' die het Sint Servatius Gilde uit Lieshout-Mariahout een aantal keer heeft uitgevoerd met muziek van Freek H. Schorer. Hiervan zijn twee video's op de pagina van het Sint Servatius Gilde. 

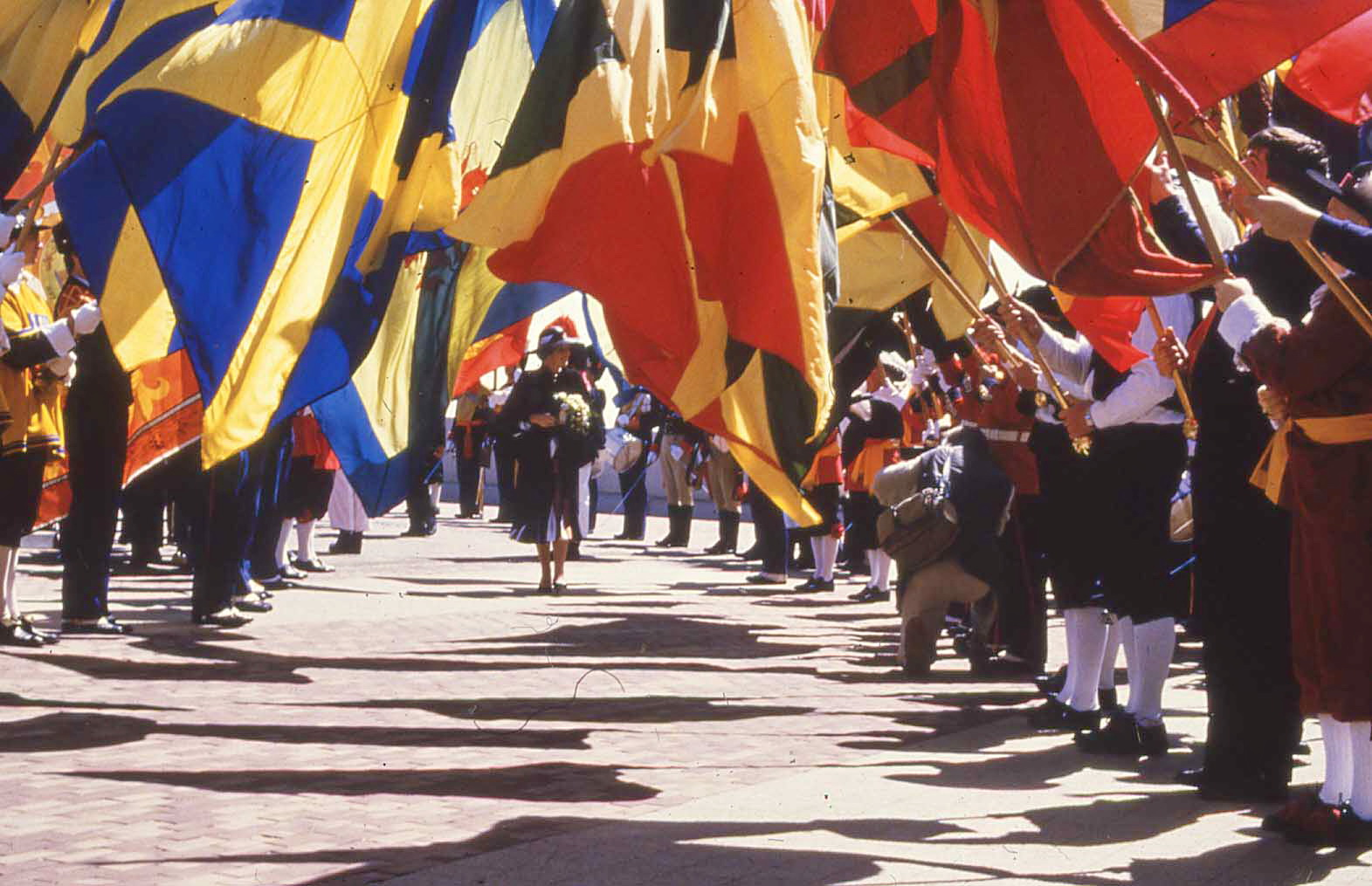
Limburgse vendelzwaaiers vormen een erehaag voor koningin Beatrix, 1986
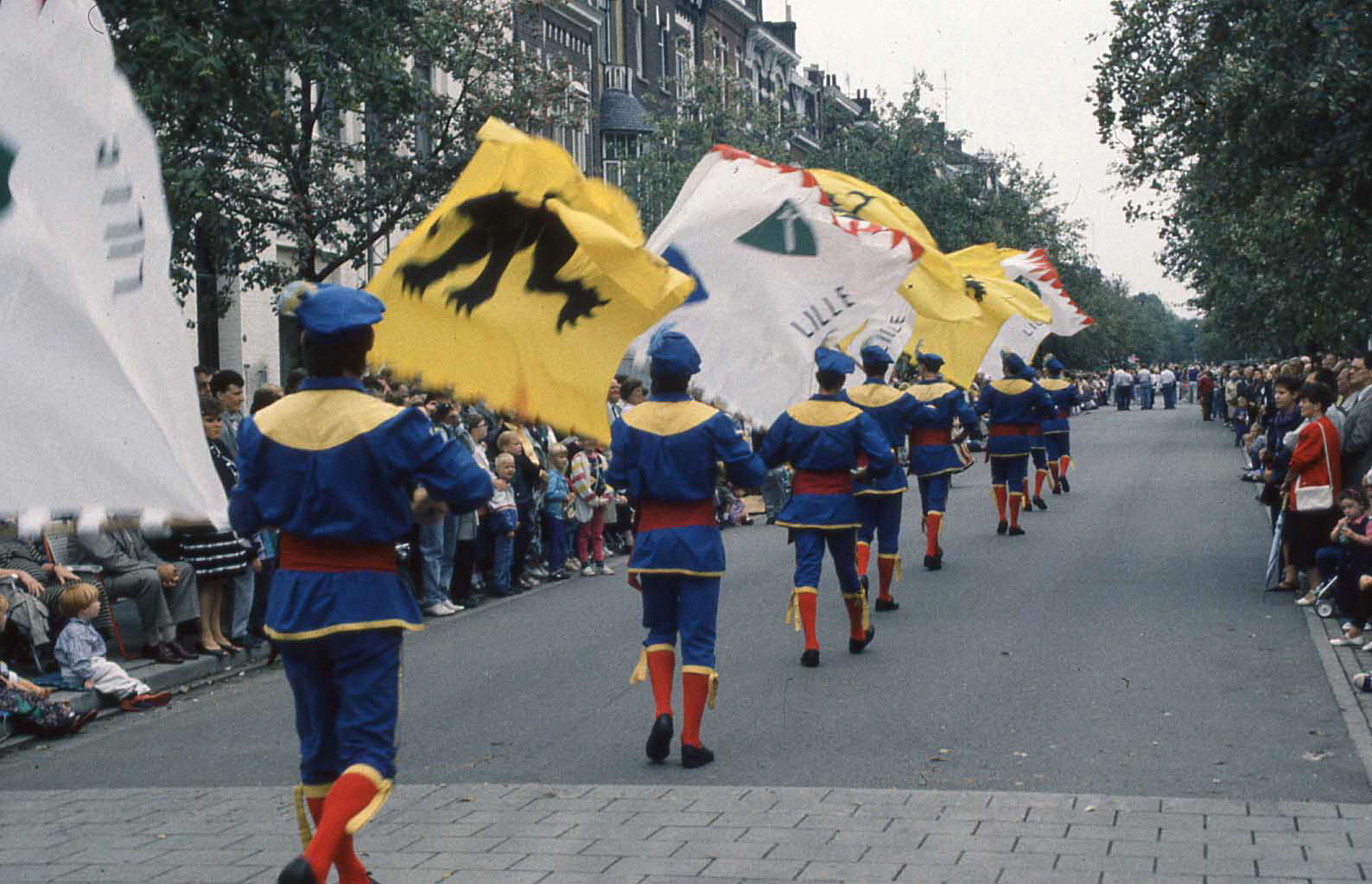
Vendelzwaaiers uit Rijsel in de Heiligdomsvaart van Maastricht, 1990
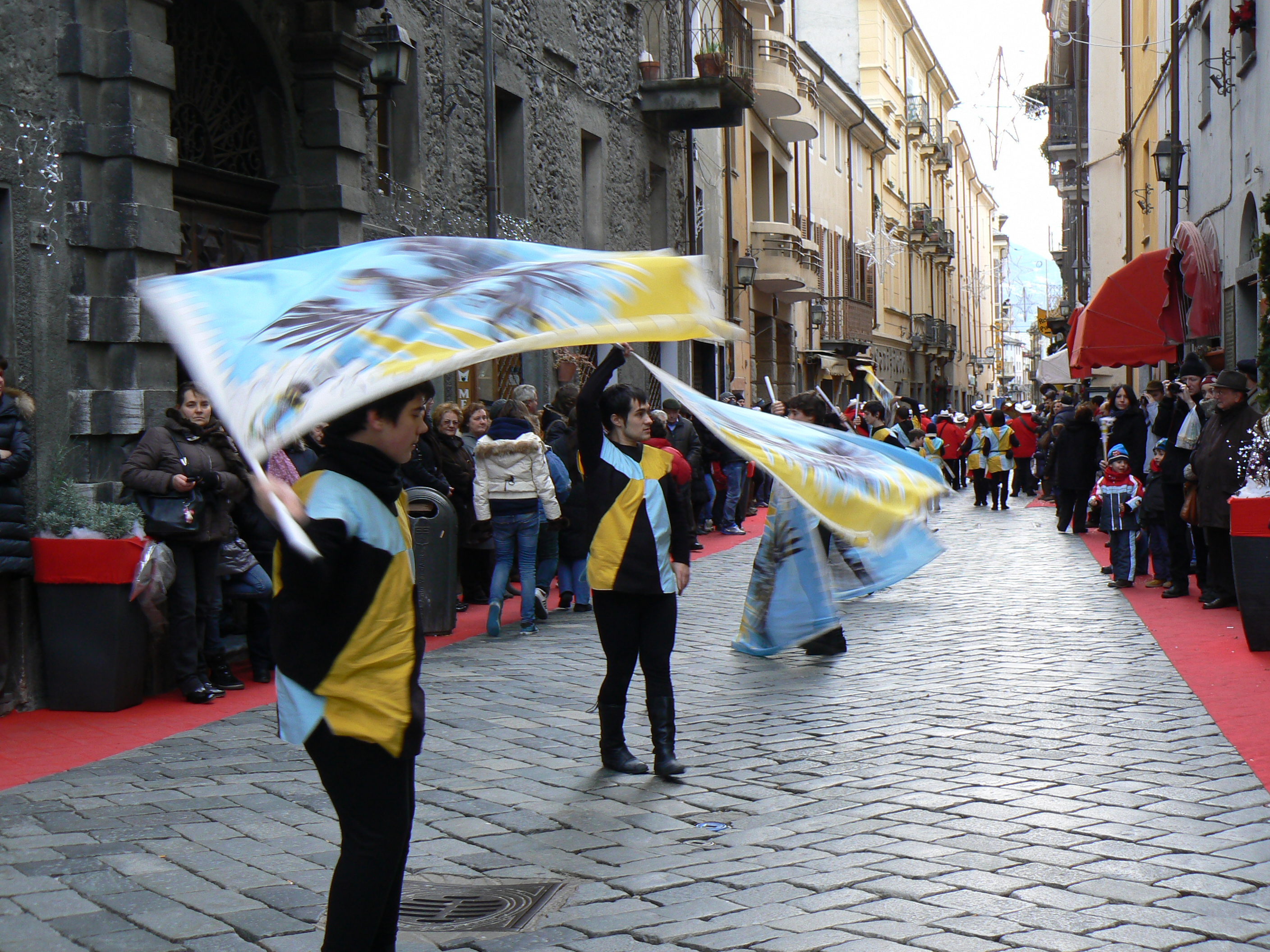
Italiaanse vendelzwaaiers (Sbandieratori) in Valle d'Aosta, 2012
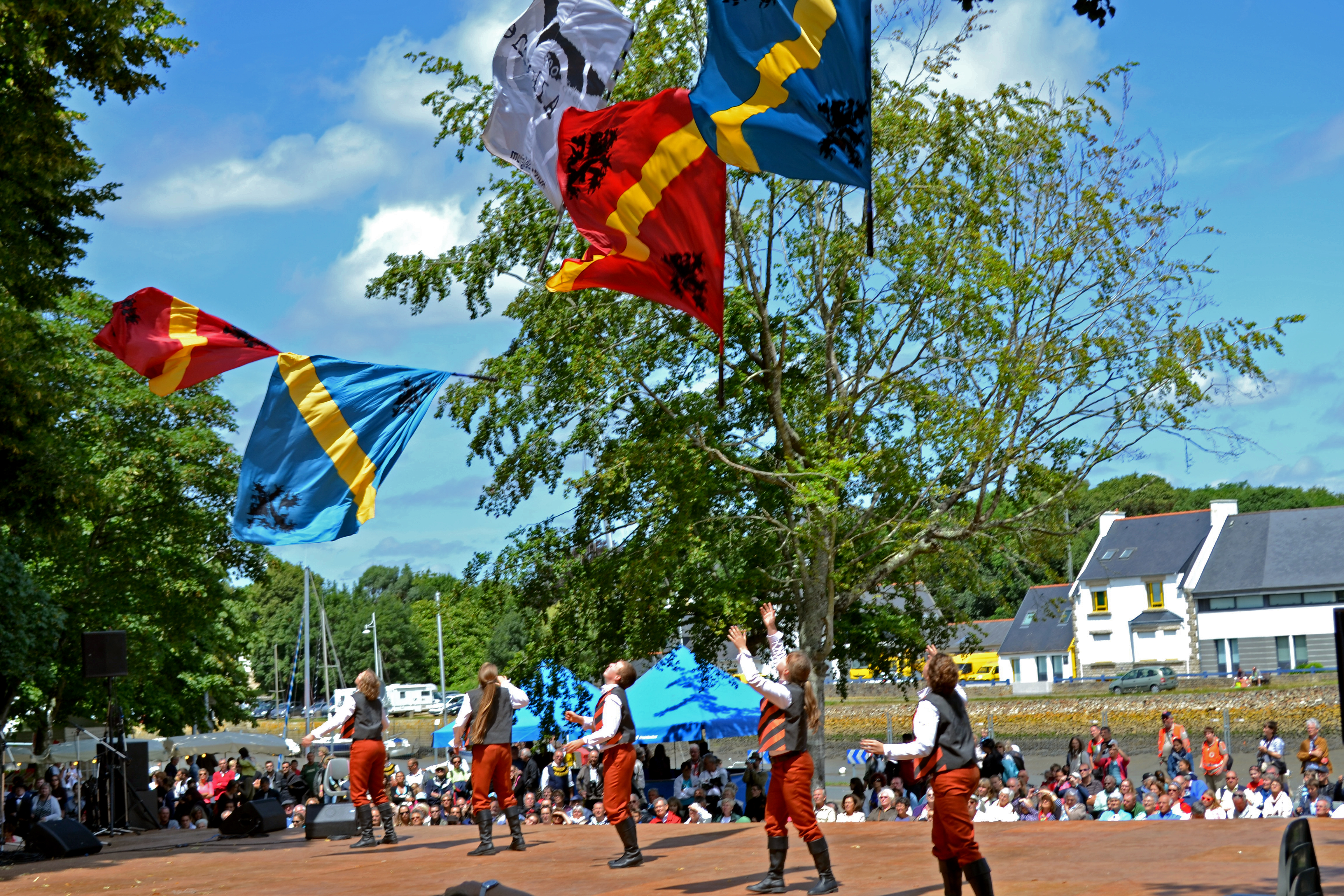
Kunstgroep Alkuone uit Aalst tijdens een optreden in Pont-l'Abbé, 2014
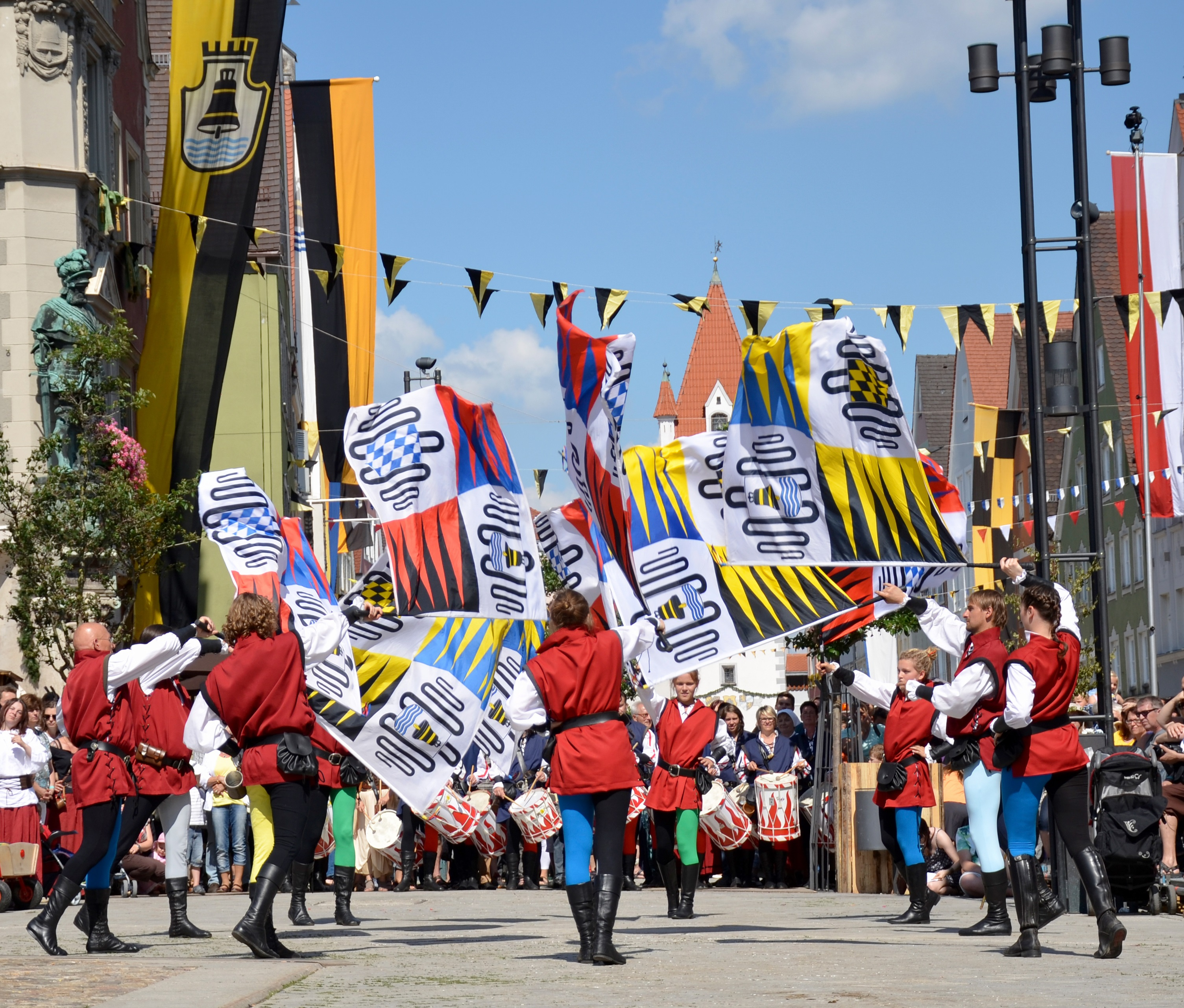
Duitse vendelzwaaiers (Fahnenschwinger) in Mindelheim, 2015
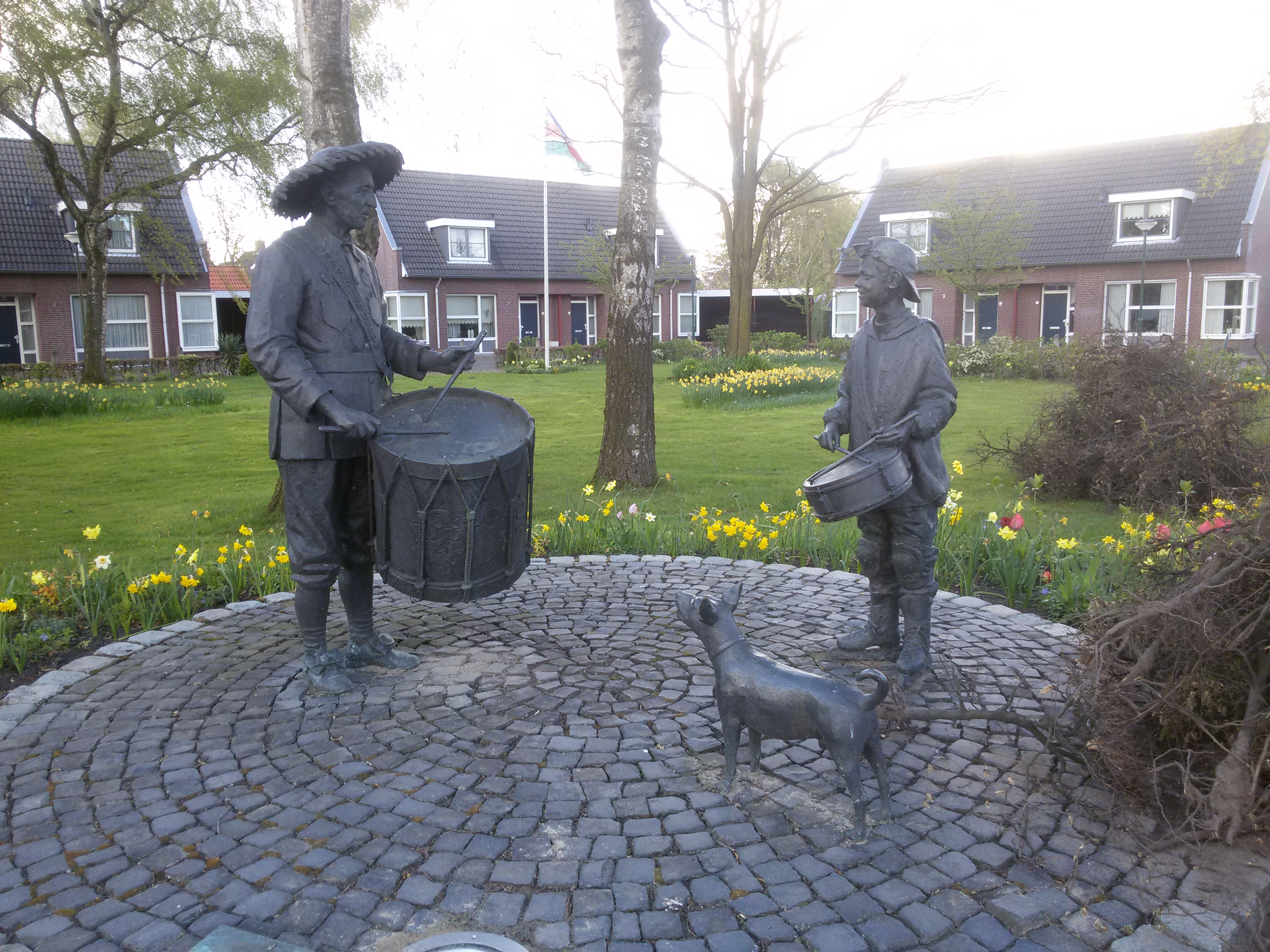
Standbeeld van tamboer die les geeft aan jongere tamboer in Lieshout